# Jerzy Engel
Władysław Jerzy Engel, né le 6 octobre 1952 à Włocławek, est un entraîneur de football polonais.

## Palmarès
- Vice-champion de Pologne : 1986
- Vice-champion de Chypre : 1989
- Champion de Pologne : 2000
- Vainqueur de la Coupe de Chypre : 2006